# گرافیک رایانه‌ای (علوم رایانه)

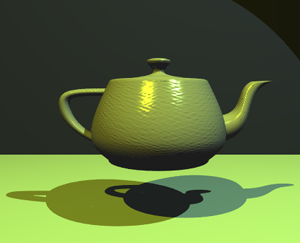
قوری یوتا

گرافیک رایانه‌ای یکی از قدیمی‌ترین شاخه‌های علوم رایانه است که به ترسیم، تغییر و کار با تصاویر به شیوه‌های محاسباتی و رایانه‌ای اقدام می‌نماید. گرافیک رایانه‌ای یکی از پرجاذبه‌ترین و وسیع‌ترین کاربردهای رایانه‌هاست. بازی‌های رایانه‌ای، برنامه‌های ساخت پویانمایی دوبعدی و سه‌بعدی، شبیه‌سازی‌های محاسباتی* و پردازش تصاویر را می‌شود به‌عنوان چند نمونه نام برد.

## نرم‌افزارهای گرافیکی
نرم‌افزارهای مورد استفاده در کارهای گرافیکی را می‌توان بر اساس گرافیک رایانه یا CG به دو دستهٔ بزرگ تقسیم کرد:
1. نرم‌افزارهای Raster یا نقشه بیتی که بر اساس پلت‌های رنگ پیکسل‌ها و نقاط کار می‌کنند همانند Photoshop یا Corel Photo paint
2. نرم‌افزارهای Vector یا برداری که معمولاً برای ایجاد تصاویر گرافیکی از فرمولهای ریاضی و معادلات دیفرانسیل بهره می‌برند. همانند Corel Draw یا Adobe Illustrator

ساختار هر دوی این نرم‌افزارها کاملاً با هم متفاوت است. هر چند سخت‌افزارهای Raster را جزو تولیدکنندگان تصاویر گرافیکی می‌نامند ولی در واقع گرافیک Raster یا Bitmap ماهیت ویرایشی دارند تا تولیدی و نقطه قوت آن‌ها در ویرایش و فیلترگذاری بر روی تصاویر است تا خلق یک موضوع گرافیکی.

## گرافیک دوبعدی
مقالهٔ اصلی: گرافیک دوبعدی
در این‌گونه گرافیک، اشکال و اشیاء همه بر روی یک صفحه ترسیم و ارائه* می‌شوند. این نوع گرافیک به خاطر پردازش سبکش خیلی به قدرت کارت گرافیک نیاز ندارد و فقط وقت cpu را اشغال می‌کند. برای کار با گرافیک دو بعدی نرم‌افزارهایی ساخته شده مانند فتو شاپ، فتوایمپکت، کورل دراو- کورل پینتر و غیره که فقط روی گرافیک دو بعدی کار می‌کنند و نرم‌افزارهایی ساخته شده مثل ماکرو مدیا فلش که چند رسانه‌ای هستند. گرافیک دو بعدی در وب سایت‌ها و نرم‌افزارهای معمولی به کار می‌رود.

## گرافیک سه‌بعدی
مقالهٔ اصلی: گرافیک سه‌بعدی

## گرافیک و صنعت چاپ

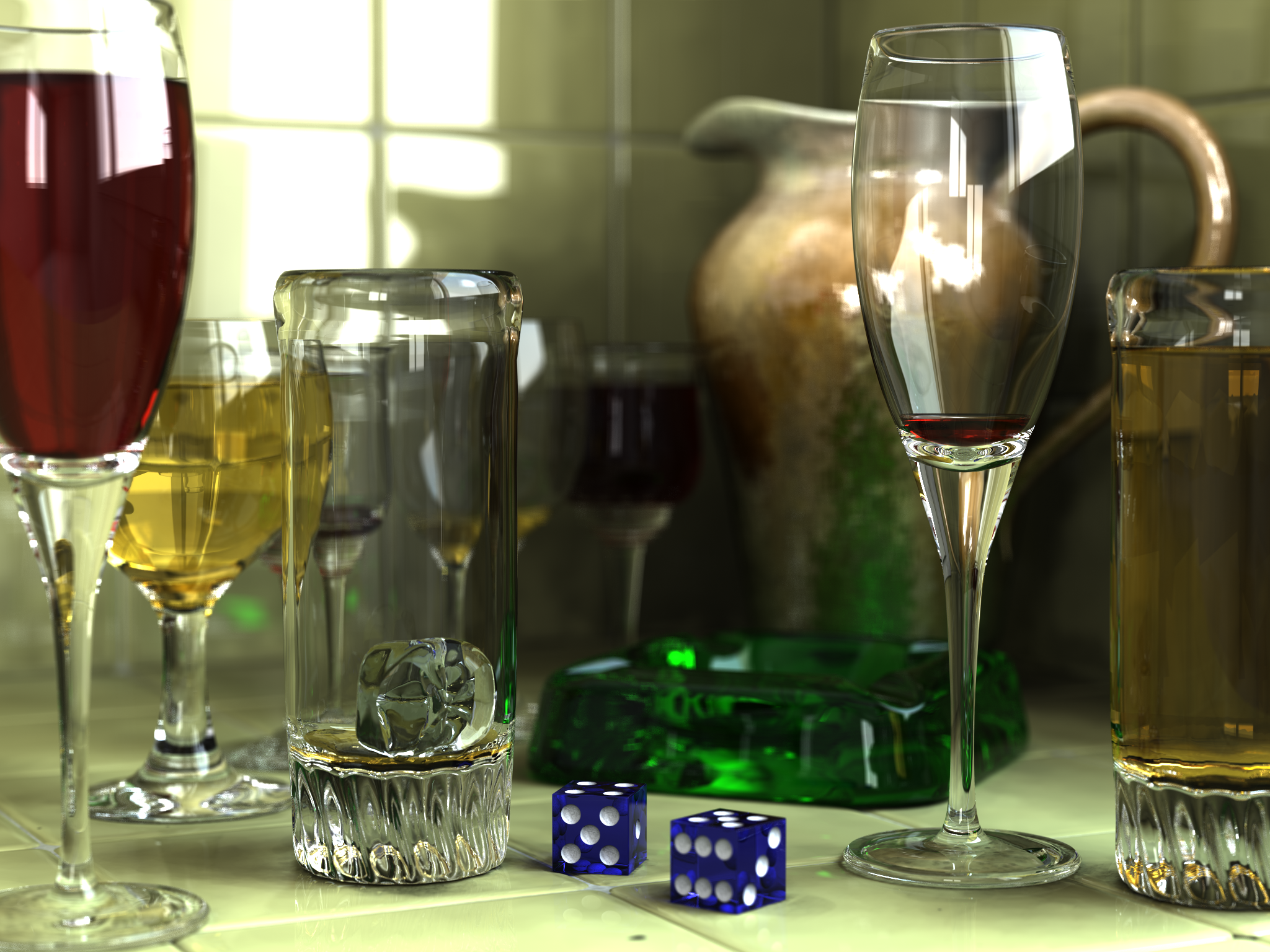
یک تصویر سه بعدی کامپیوتری

امروزه، باید گرافیک و به ویژه گرافیک رایانه‌ای را عضو جداناشدنی صنعت مدرن چاپ و نشر رقومی (دیجیتال) دانست؛ مثلاً، برای چاپ یک کتاب، از مرحله حروف‌چینی و حتی ویرایش گرفته تا زمان لیتوگرافی، چاپ، و صحّافی به نوعی با گرافیک رقومی سر و کار داریم.
کاربردهای مشترک گرافیک سه بعدی :
گرافیک سه بعدی در برنامه‌های کامپیوتری جدید کاربرد بسیاری دارد. استفاده که برنامه‌ها از گرافیک سه بعدی می‌کنند از بازی‌های تعاملی سه بعدی تا شبیه‌سازی و پزشکی و مصارف شغلی متفاوت است. محصولات پر کیفیت سه بعدی راه خودشان را به سمت فیلم‌ها و صنعت و آموزش به خوبی پیدا کرده‌اند.
Real-time 3D :
همانگونه که قبلاً تعریف شد گرافیک‌های سه بعدی بی‌درنگ متحرک هستند و با کاربر فعل و انفعال دارند. یکی از اولین استفاده‌ها از گرافیک بی‌درنگ سه بعدی شبیه‌سازی پرواز در امور نظامی بود.
هر چند امروزه شبیه‌سازهای پرواز به سرگرمی مشهوری برای مشتاقان خانگی تبدیل شده‌اند. تصویر ۱۵–۱ یک نماگرفت از یک شبیه‌ساز پرواز معروف را نشان می‌دهد که از اوپن‌جی‌ال برای رندر سه بعدی استفاده کرده‌است.
برنامه‌ها برای گرافیک سه بعدی بر روی کامپیوترها تقریباً بیشمار هستند. شاید عمومی‌ترین استفاده از گرافیک کامپیوتری سه بعدی بازی‌های رایانه‌ای باشند. امروزه به سختی می‌توان کامپیوتری را یافت که نیاز به یک کارت گرافیک سه بعدی نداشته باشد. سه بعدی همیشه برای تجسمات علمی و برنامه‌های مهندسی معروف بوده‌است. رابط‌های گرافیکی نرم‌افزاری هم از سخت‌افزار سه بعدی استفاده فراوان می‌برند. برای مثال ورژن کنونی سیستم‌عامل مکینتاش یعنی Mac OS X برای رندر کردن تمام پنجره‌ها و کنترل‌ها و جلوه‌های تصویری از اوپن‌جی‌ال استفاده می‌کند. تصاویر ۱۶–۱ ال ۲۰–۱ تعدادی از برنامه‌های بیشماری را نشان می‌دهد که برای رندر تصاویرشان و تولید تصاویر سه بعدی تعاملی از اوپن‌جی‌ال استفاده می‌کنند.
گرافیک سه بعدی غیر هم‌زمان Non-Real-Time :
برای برنامه‌هایی که از گرافیک سه بعدی بی‌درنگ استفاده می‌کنند قانونی وجود دارد. با دادن فرصت بیشتری برای پردازش تصاویر شما می‌توانید گرافیک‌های سه بعدی با کیفیت بالاتری ایجاد نمایید. به‌طور مثال بعضی از نرم‌افزارهای مدل‌سازی از گرافیک سه‌بعدی بی‌درنگ برای تقابل با هنرمند برای خلق محتوای مورد نظرش استفاده می‌کنند. سپس تصاویر به برنامه دیگری فرستاده می‌شوند (ray tracer) که تصاویر را رندر می‌کنند. رندر کردن یک فریم تنها برای انیمیشنی مانند داستان اسباب بازی به ساعت‌ها زمان بر روی یک کامپیوتر سریع نیاز دارد. این پروسه رندر و ذخیره‌سازی صدها فریم یک انیمیشن را می‌سازد که به‌طور رشته متوالی قابل پخش مجدد می‌باشد. اگرچه پخش تصاویر انیمیشن ممکن است یک عمل بی‌درنگ به نظر برسد اما اینطور نیست. چون آن اینتراکتیو نیست در نتیجه آن بی‌درنگ نیست بلکه بیشتر یک سری تصاویر از پیش رندر شده می‌باشد.